# Ли Хвечхан
Ли Хвечхан (кор. 이회창?, 李會昌?, общепринятая латинская транскрипция — Lee Hoi-chang; 2 июня 1935, Сохын) — корейский политик, 26-й премьер-министр Кореи. Кандидат в президенты в 1997, 2002, 2007 годах.

## Биография
Родился в элитной семье в уезде Сохын провинции Хванхэдо, но вырос на юге, куда его отец был назначен на должность прокурора.
Как и его отец, Ли Хвечхан изучал юриспруденцию в Сеульском национальном университете и стал судьей в возрасте до 25 лет. Он стал самым молодым в истории страны судьёй Верховного суда в возрасте 46 лет. Ли Хвечхан получил прозвище «Бамбук», так в Корее называют принципиального человека.
В 1988 году Ли Хвечхан был назначен начальником Национальной избирательной комиссии, а в 1993 году возглавил совет аудита и инспекции при президенте Ким Ён Саме. Позднее в том же году он был назначен премьер-министром, но ушёл в отставку через несколько месяцев, разочаровавшись в связи с отсутствием реальной власти на этом посту.
В 1996 году он возглавлял парламентскую кампанию партии «Новая Корея», которая объединилась с «Объединённой демократической партией», чтобы стать Партией великой страны (ПВС) в 1997 году. Ли был избран кандидатом в президенты от своей партии на президентских выборах 1997. Хотя в самом начале его шансы на победу казались высокими, Ли Хвечхан проиграл Ким Дэ Чжуну в разгар азиатского финансового кризиса.
На президентских выборах в 2002 году снова был выдвинут кандидатом в президенты от своей партии. Несмотря на коррупционные скандалы компрометировавшие действующее правительство, Ли не справился с энергичной стратегией кампании соперника, проиграл на этот раз Но Мухёна, преемнику Ким Дэ Чжуна. Ли впоследствии объявил о своем уходе из политики.
Платформа Ли Хвечхана на обоих выборах согласуется с основными принципами южнокорейского консерватизма, которые включали жёсткую позицию по отношению к Северной Корее, ориентацию на поддержку свободного рынка и интересов бизнеса в экономической политике, недопущение незаконных забастовок. Ли и его партия неоднократно критиковали «Политику Солнечного Света» Ким Дэ Чжуна и настаивал, чтобы финансовая помощь Северной Корее была прекращена до её отказа от программы создания ядерного оружия.
7 ноября, 2007 Ли официально объявил о своём вступлении в третью предвыборную президентскую кампанию в качестве независимого кандидата после выхода из Партии Великой страны. Его соперниками были Ли Мёнбак от ПВС, Чон Донъён и Мун Гукхён. Выдвижение Ли Хвечхана вызвало озабоченность консерваторов, которые стремились вернуть себе президентство после десятилетия правления леволиберальных президентов, было опасение, что кандидатура Ли разделит консервативный электорат. Тем не менее, Ли занял третье место, с 15 % голосов, а кандидат от ПВС Ли Мёнбак был избран.
После своей предвыборной кампании 2007 года Ли Хвечхан основал Либерально-передовую партию.